# Lijst van parken in Gent
Dit is een lijst van parken en groengebieden in Gent

## Openbare kasteelparken
- Frans Tochpark (Braemkasteel)
- Domein Claeys-Boouüaert (Kasteel Claeys-Bouüaert)
- Borluutpark (Kasteel Borluut)
- Maaltebruggepark (Maaltepark)
- Landgoed De Campagne (Kasteel De Campagne)
- Rattendaelepark (Kasteel Vilain)

## Recreatieparken
- Blaarmeersen

## Natuurdomeinen
- Bourgoyen-Ossemeersen (Mariakerke)
- Leeuwenhof (Mariakerke)
- Vinderhoutse Bossen (Mariakerke)
- Landschapspark Groene velden (Mariakerke)
- Gentbrugse Meersen (Gentbrugge)
- De Assels (Drongen)
- De Keuzemeersen  (Drongen)

## Andere parken
- Banierpark
- Citadelpark
- Koning Albertpark (Zuidpark)
- Paul de Smet de Naeyerpark
- Plantentuin Universiteit Gent
- Koningin Astridpark
- Rommelwaterpark
- Sint-Baafskouterpark
- Keizerpark
- Bijgaardepark (Malmarsite)
- Arbedpark Noord
- Groene Vallei (de site van het textielbedrijf La Lys)
- Baudelohof
- Muinkpark, een restant van de verdwenen dierentuin van Gent
- De Vijvers
- Veergrep
- Westergempark
- Rabotpark
- Bellevuepark
- Azaleapark
- Lousbergpark
- Vogelzangpark
- Acaciapark
- Appelbrugpark(je)
- Pierkespark
- Luizengevecht
- Park De Biest (Sint-Amandsberg)
- Potuit (Sint-Amandsberg)
- Westveldpark (Sint-Amandsberg)
- Domein Vyncke-Bovyn (Wondelgem)
- Roelandpark (Mariakerke)
- La Sapiniere (Oostakker)
- Van Tieghem de Ten Berghepark (Mariakerke)
- Wandelbos Slotendries (Oostakker)
- Wijkpark De Porre (Gentbrugge)
- De Ghellinck d'Elsegempark (Zwijnaarde)
- Adolf Papeleupark (Ledeberg)